# Howard Donald
Howard Paul Donald (sinh ngày 28 tháng 4 năm 1968), là một ca sĩ, nhạc sĩ, tay trống, nghệ sĩ dương cầm, vũ công, DJ và nhà sản xuất nhạc house người Anh. Anh là thành viên của ban nhạc Take That. Ngoài việc là biên đạo múa cùng Jason Orange, anh hát chính trong một trong những đĩa đơn No. 1 của ban nhạc, "Never Forget". Anh cũng sáng tác và hát chính "If This Is Love" trong album Everything Changes của ban nhạc.